# 大林坊俊海
大林坊 俊海（だいりんぼう しゅんかい）は、安土桃山時代の忍者。伊達政宗に仕えた黒脛巾組であり、元は武家出身の修験者とされる。1567年の生まれとされているが、没年は不詳。
『伊達秘鑑』によると、天正13年（1586年）11月17日の人取橋の戦いにおいて、圧倒的な数的不利に立たされた伊達軍を救うため、敵の佐竹氏や蘆名氏の軍へ潜入し、流言飛語を用いて撤退させることに成功したなどの逸話が残されている。また、摺上原の戦いにおいても諜報活動に暗躍し、蘆名氏の備蓄状況や、戦場の天気などを政宗へ進言することで戦況を有利に導いたとされている。
以上、『伊達秘鑑』でしか確認できない事跡であり、『奥羽永慶軍記』などの他の史書では大林坊俊海および黒脛巾組の活躍は記載されていない。